# حكايات غريبة
هي مجلة للأدب الرخيص أو البولب لصنف الفانتازيا والرعب، أسسها هينبيركر ولانسينكر في أواخر عام 1922. ظهر الإصدار الاول للمجلة، الذي سُجلَ لشهر مارس عام 1923، في مجلة نيوزستاند للثامن عشر من فبراير. طبع إدوين بيرد، أول محرر في المجلة، الأعمال الاولية لكتاب عدة، وهم لوفكرافت وسيبيري كوين وكلارك أشتون سميث، أصبحوا جميعا كتاباً مشهورين لاحقا، عانت المجلة من متاعب مالية في غضون سنة. باع هينبيركر الفوائد للناشر، لمؤسسة النشر الريفية، لانزيكر ممولا المجلة مع المحررالجديد فرانسورث رايت. صدر العدد الاول للمحرر فرانسورث في نوفمبر عام 1924. كانت المجلة أكثر نجاحا في وجود فرانسورث، حتى مع النكسات والاخفاقات أصبحت المجلة في نجاحا مزدهر للخمسة عشر سنة القادمة. مع فرانسورث اثبتت المجلة عنوانها بأنها المجلة النادرة، متصدرة للعديد من الأعمال الجديدة.
ظهرت أعمال لوفكرافت في هذه المجلة، من عالم اسطورة كثولو؛ بدئها بعمل ادبي نداء كثولو. لقيت هذا الأعمال استقبالا حسنا، وكتب ادباء، الذين كانوا على معرفة بلوفكراف، قصصا كانت في نفس بيئة العالم الخيالي. كان روبرت هوارد دائم المساهمة في المجلة، ونشر بعض القصص من قصصه كونان البربري فيها، وسلسلة قصص سيبيري كوين عن جولز ديجراندين، هو محقق مختص في القضاية الخارقة للطبيعة، كان مشهورا لدى القُرّاء. مؤلفون مفضلون لدى القراء سهاموا في المجلة، هم نيكتزين دايلهيس وإدغار برايس وروبرت بلوخ وهارولد وارنر مون. لم تكن هناك مجلات تنشر أعمالا لصنف الخيال العلمي في ذلك الحين، لذا نشر فرانزورث اعمالا في هذا الصنف الادبي، بالإضافة إلى صنفي الفانتازيا والرعب، واستمر في هذه السياق حتى مع افتتاح مجلة قصص مذهلة   في عام 1926. ألف إدموند هاميلتون أعمال رائعة في صنف الخيال العلمي للمجلة، حتى بعد سنوات عدة، حيث نشر أعمال ممتازة للمجلة، متحفظا على أعمال صنف اوبرا الفضاء لمجلات أخرى.